# Minsk Arena

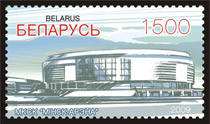
Minsk Arena afgebeeld op een postzegel

De Minsk Arena (Wit-Russisch: Мінск-Арэна) is een multifunctionele arena in Minsk, Wit-Rusland, die sinds 2010 in gebruik is.
De Minsk Arena is een bijzonder gebouw, zowel in complexiteit als in functionaliteit. Het bevat naast een multisport- en amusementsgedeelte met een capaciteit van 15.000 mensen ook een 400 meter ijsbaan en een velodroom waar respectievelijk 3000 en 2000 plekken zijn.
De multisport- en amusementsarena werd officieel geopend op 30 januari 2010. Toen werd de tweede Kontinental Hockey League All-Star wedstrijd hier gehouden, maar daarvoor had HC Dinamo Minsk al drie wedstrijden gespeeld voor de competitie.

## Multisport- en amusementshal

### Amusement
Optredens en concerten die in de arena werden gehouden, zijn onder meer:
- 7 maart 2010: Combichrist en Rammstein
- 26 juni 2010: Elton John
- 18 september 2010: Sting
- 1 oktober 2010: Joe Cocker
- 20 november 2010: Junior Eurovisiesongfestival 2010
- 23 september 2012: Jennifer Lopez
- 7 maart 2013: Armin van Buuren
- 29 juli 2013: Depeche Mode
- 27 oktober 2013: Mylène Farmer
- 28 februari 2014: Depeche Mode
- 25 november 2018: Junior Eurovisiesongfestival 2018

### Sporten
Basketbalclub
Basketbalclub Tsmoki Minsk heeft sinds 2010 de Minsk Arena als thuishaven.
Kunstschaatsen
De arena was de locatie voor de Wereldkampioenschappen kunstschaatsen junioren 2012 en de Europese kampioenschappen kunstschaatsen 2019.
IJshockey
De Minsk Arena wordt vooral voor ijshockey gebruikt en is de thuisbasis van ijshockeyclub HC Dinamo Minsk, dat in de Kontinental Hockey League uitkomt. Met het in gebruik nemen van de arena door HC Dinamo Minsk speelt de club nu haar thuiswedstrijden in het grootste stadion van de hele Kontinental Hockey League. De arena was de locatie voor het wereldkampioenschap ijshockey mannen 2014.

## Velodroom
De baan werd in 2008 ontworpen door het Duitse gespecialiseerde architectenbureau Schürmann. Nog voor de officiële opening vond van 15 tot en met 19 juli 2009 op deze baan de Europese Kampioenschappen baanwielrennen voor junioren en U23 hier plaats. Ook de Wereldkampioenschappen baanwielrennen 2013 vonden hier van 20 tot en met 24 februari plaats.

## IJshal
De Minsk Arena wordt gebruikt voor de Wit-Russische allround- en sprintkampioenschappen. In november 2012 en december 2014 werden er wedstrijden voor de wereldbeker schaatsen junioren verreden. Voor senioren waren de EK allround in het seizoen 2015/2016 de eerste grote internationale wedstrijden.

### Grote kampioenschappen
- EK allround 2016
- WK voor studenten 2018
- Wereldbekerfinale 2017/2018
- Wereldbeker 1 2019/2020

### Baanrecords
| Afstand              | Schaatser                                               | Land | Tijd     | Datum      |
| -------------------- | ------------------------------------------------------- | ---- | -------- | ---------- |
| 500 m                | Jan Smeekens                                            | NED  | 34,83    | 18-03-2018 |
| 1000 m               | Thomas Krol                                             | NED  | 1.09,00  | 16-11-2019 |
| 1500 m               | Denis Joeskov                                           | RUS  | 1.45,18  | 10-01-2016 |
| 3000 m               | Sergey Trofimov                                         | RUS  | 3.45,80  | 25-09-2022 |
| 5000 m               | Patrick Roest                                           | NED  | 6.16,61  | 15-11-2019 |
| 10.000 m             | Sven Kramer                                             | NED  | 13.11,98 | 10-01-2016 |
| Ploegenachtervolging | Håvard Bøkko Simen Spieler Nilsen Sverre Lunde Pedersen | NOR  | 3.43,88  | 17-03-2018 |
| 2×500 m              | Jevgeni Kazimirenko                                     | BLR  | 73,280   | 04-11-2011 |
| Sprintvierkamp       | Ihnat Halavatsjoek                                      | BLR  | 141,590  | 18-01-2020 |
| Minivierkamp         | Maks Fedorov                                            | BLR  | 157,911  | 30-08-2020 |
| Kleine vierkamp      | Vladimir Belevtsov                                      | BLR  | 160,459  | 19-02-2010 |
| Grote vierkamp       | Sven Kramer                                             | NED  | 150,102  | 10-01-2016 |

| Afstand              | Schaatsster                          | Land | Tijd    | Datum      |
| -------------------- | ------------------------------------ | ---- | ------- | ---------- |
| 500 m                | Daria Kachanova                      | RUS  | 37,70   | 27-12-2024 |
| 1000 m               | Brittany Bowe                        | USA  | 1.15,35 | 17-11-2019 |
| 1500 m               | Miho Takagi                          | JPN  | 1.56,36 | 18-03-2018 |
| 3000 m               | Martina Sáblíková                    | CZE  | 4.03,79 | 09-01-2016 |
| 5000 m               | Martina Sáblíková                    | CZE  | 6.58,44 | 10-01-2016 |
| Ploegenachtervolging | Ayaka Kikuchi Ayano Sato Miho Takagi | JPN  | 3.00,18 | 17-03-2018 |
| 2×500 m              | Svetlana Radkevitsj                  | BLR  | 78,970  | 04-11-2011 |
| Sprintvierkamp       | Anna Nifontova                       | BLR  | 157,735 | 18-01-2020 |
| Minivierkamp         | Tatjana Michajlova                   | BLR  | 166,403 | 06-11-2010 |
| Kleine vierkamp      | Martina Sáblíková                    | CZE  | 161,455 | 10-01-2016 |

Arena Ritten ·
Asama Onsen Skating Rink ·
De Bonte Wever ·
De Uithof ·
Vechtsebanen ·
Sportpaleis Krylatskoje ·
IJsstadion Davos · 
Fram kunstisbane ·
Gaétan Boucher Oval ·
Gunda Niemann-Stirnemann Halle ·
Hamar Stadion ·
Heilongjiang Indoor Rink ·
Horst-Dohm-Eisstadion ·
Ice Arena Tomaszów Mazowiecki ·
IJssportcentrum Eindhoven ·
IJsstadion Stadspark ·
Isstadion Eskilstuna ·
James B. Sheffield Olympic Skating Rink ·
Jeonju Ice Rink ·
Provinciale ijsbaan van Jilin ·
Guidant John Rose Minnesota Oval ·
Kometa ·
Leangen Kunstis ·
Lövsta Idrottsplats ·
Ludwig Schwabl Stadion ·
M-Wave ·
Machiyama Highland Skating Center ·
Max Aicher Arena ·
Medeo ·
Minsk Arena ·
National Speed Skating Oval ·
No Mori Skating Centre ·
Olympia Eisstadion Innsbruck ·
Olympic Oval ·
Oulunkylä ·
Oval Lingotto ·
Pettit National Ice Center ·
Ruddalens IP ·
Savalen kunstisbane ·
Skien isstadion ·
Slåtthaug kunstisbane ·
Sørmarka Arena ·
Sportforum Hohenschönhausen ·
Sportpaleis Alau ·
Stade de Patinage Olympique ·
Stadio del Ghiaccio ·
Taereung Ice Rink ·
Thialf ·
Tokachi Oval ·
Tomakomai Highland Sport Center ·
Tor Stegny ·
Uiam Rink ·
Uralskaja Molnija ·
US High Mountain Altitude Sportcenter ·
Utah Olympic Oval ·
Valle Hovin kunstisbane ·
Vikingskipet ·
Skating Center Karuizawa